# Descolarizzazione
La descolarizzazione è una teoria educativa nata negli anni Settanta sulla scia dei movimenti di contestazione ecologisti e studenteschi. Il termine viene proposto da Everett Reimer in un seminario di studi tenutosi al CIDOC (centro di documentazione messicano) ma diviene celebre grazie ad Ivan Illich. Diviene un concetto noto soprattutto grazie ai due testi  "La scuola è morta" e "Descolarizzare la società" entrambi pubblicati nel 1971. Anche John Holt, considerato il fondatore dei movimenti Homeschooling e Unschooling ebbe modo di partecipare ai seminari e nel suo testo Freedom and Beyond si considera un descolarizzatore. 
Nel contesto italiano la teoria dei descolarizzatori venne associata negli anni Settanta ai movimenti anarchici e in generale venne disprezzata per la sua visione educativa che rivendicava la non obbligatorietà dell'educazione e denunciava il potere esercitato dagli stati rispetto ai cittadini attraverso la scuola. Attualmente questa teoria non è molto conosciuta nell'ambito della pedagogia accademica, soprattutto perché a partire dagli anni Ottanta è quasi scomparsa dai manuali per l'educazione dei maestri. Quei pochi riferimenti che si possono ritrovare si muovono da considerazioni più negative, ovvero che vedono la riflessione del filosofo come il momento di negazione della scuola a posizioni più positive, che le giudicano posizioni che aprono strade inedite in contesti educativi, valorizzandone ora gli aspetti innovativi nella teoria pedagogia, ora gli aspetti critici della trasformazione politica.
Negli anni Settanta, i saggi di Illich sulla descolarizzazione vengono diffusi in Italia soprattutto grazie alle più importanti riviste cattoliche: Testimonianze e La civiltà cattolica. Alcuni di questi sono oggi disponibili in Descolarizzare , e poi?, dove compaiono anche i contributi degli americani N. Postman, H. Gintis. Il testo di Everett Reimer viene pubblicato una sola volta nel '73, mentre i testi di John Holt che hanno larghissima diffusione in America restarono sconosciuti ai più nella penisola. 
Ai descolarizzatori si richiamano anche le diverse iniziative dei movimenti di base della scuola, impegnati in quegli anni nella lotta per l'istituto delle 150 ore.

## La proposta dei descolarizzatori
Ciascun descolarizzatore attribuisce al termine "Descolarizzazione" un insieme di significati che vanno dal rifiuto delle istituzioni educative moderne alla proposta di un'alternativa. In linea generale il termine descolarizzazione si riferisce ad uno o più di questi significati:
- Le scuole richiedono che le persone di una stessa età si riuniscano e siano soggetti all'autorità dell'insegnante per una quantità di ore stabilite;

- Lo Stato, attraverso l'obbligatorietà, richiede che un cittadino accumuli una quantità minima di anni di scuola perché gli vengano riconosciuti i diritti civili;

- Le Nazioni correlano i maggiori investimenti nella scuola allo sviluppo politico ed economico;

- I certificati di conoscenza, a differenza dei diritti di proprietà, dei titoli azionari e delle eredità familiari, sono immuni da contestazioni;

- La scelta dei contenuti non è lasciata alla libertà e agli interessi degli individui;

- La scuola garantisce ai consumatori della sua cultura maggiori privilegi: un potere decisionale maggiore, il riconoscimento delle capacità e l'accesso ad ulteriori risorse d'apprendimento[6].

Secondo i descolarizzatori le premesse di una reale alternativa ad una società organizzata per la scuola sono: nessuna certificazione e nessun riconoscimento di ruoli fissi, né diritti preferenziali legati all'assunzione di un ruolo. Rendendo i ricorsi didattici reperibili in qualsiasi momento e facilitando tutti gli incontri tra interessati ad insegnare e ad apprendere delle abilità o dei temi o a condividere fasi di investigazione, a loro avviso, si opta per una rivoluzione copernicana dell'educazione.Le trame non sono però realizzabili in una società dove il sistema scolastico esercita il monopolio radicale e dove non sono garantite le libertà necessarie al loro sviluppo, per questo, i descolarizzatori assegnano grande importanza all'azione politica finalizzata alla liberazione della cultura dal controllo degli esperti.
Queste idee vengono discusse durante tre seminari tenuti al CIDOC, il centro di documentazione gestito da Ivan Illich, ai quali partecipano, tra gli altri Everett Reimer e John Holt, quest'ultimo promotore dei movimenti di Homeschooling e Unschooling. al termine dei seminari viene elaborato il Manifesto dei descolarizzatori.

## La descolarizzazione secondo Ivan Illich
Nel suo libro Descolarizzare la società (1971) e in altri saggi Illich propone una soluzione educativa alternativa alla scuola statale obbligatoria mosso fondamentalmente dalla sfiducia nel fatto che l'istituzione scolastica sia adatta a soddisfare al meglio l'educazione dei più.
La scuola, specie quella professionale, secondo Illich ricade infatti nell'ambito delle istituzioni manipolatorie e non conviviali, ovvero è una forma di manipolazione del mercato che ha come scopo la formazione di individui adatti ed utili alla produzione industriale.
Un'altra critica mossa nei confronti della scuola consiste nella discriminazione ingiustificata che si crea tra individui formalmente istruiti e non. Tale discriminazione infatti viene basata solo sul loro differente pedigree scolastico e non sulle loro effettive conoscenze e abilità. In secondo luogo vi è anche una grande differenza di spese e investimenti statali tra i percorsi di formazione formale e quelli autonomi, il che rende l'intero processo poco democratico ed estremamente uniformato.
Inoltre la scuola, al livello del singolo studente, ha un impatto solitamente negativo proprio perché propone un insegnamento che generalmente non si adatta alle richieste, ai ritmi e agli interessi specifici e individuali dello studente, ma viene bensì impartito un insegnamento uniformato poco flessibile.
(Incipit di Descolarizzare la società)
(Descolarizzare la società)
Mentre i corsi speciali, le classi separate o gli orari più lunghi portano soltanto a una maggiore discriminazione con un costo più alto.

## La descolarizzazione secondo Everett Reimer
Reimer ha una posizione terzomondista, a uso avviso i paesi sud-americani non avrebbero potuto costruire scuole per tutti i loro fanciulli se non al prezzo della perdita della libertà politica. Attraverso i suoi studi arriva alla constatazione, supportata da dati statistici e riflessioni sociologiche, che la scuola non consente un reale miglioramento delle condizioni sociali delle classi svantaggiate.
La scuola, secondo Reimer, è complice di una propaganda per il progresso, irraggiungibile nei termini espressi dalle politiche liberali. Come per Illich, anche secondo lo statunitense le proiezioni sui consumi non sono sostenibili, la tecnologia non supporta il lavoro umano e la scuola allontana dalla vita sociale. Il principale ostacolo alla consapevolezza, sperimentato anche in prima persona come studioso, è la supposizione che il fine pubblico della scuola sia l'educazione. Al contrario le distinte funzioni sociali che essa svolge sono: custodia, selezione finalizzata all'assunzione di ruoli sociali, indottrinamento, sviluppo delle abilità e delle conoscenze supposte come universali. L'assistenza ai fanciulli è prioritaria nelle risorse destinate alla scuola, le altre funzioni devono lottare fra loro per ottenere ciascuna quanto più possibile di quel che resta. Il conflitto che nasce tra queste funzioni rende la scuola inefficiente dal punto di vista educativo. Reimer ammette che se non ci fossero le scuole l'assistenza ai fanciulli ricadrebbe esclusivamente sulle madri, quindi, la scuola ha avuto almeno lo scopo di contribuire alla liberazione della donna moderna, ma solo al prezzo di imprigionare i suoi figli e costringendo lei e il marito a lavorare ancora di più, per guadagnare il denaro occorrente a mantenere il sistema scolastico